# You Are My Sunshine (Copeland)
You Are My Sunshine è il quarto album in studio dei Copeland, pubblicato il 14 ottobre 2008 dalla Tooth & Nail Records. È il primo album della band ad essere pubblicato dalla Tooth & Nail e l'ultimo realizzato prima dello scioglimento della formazione. I Copeland torneranno ufficialmente sulle scene solo quattro anni dopo, nel 2014, con la pubblicazione di Ixora.

## Tracce
Testi e musiche di Aaron Marsh, eccetto dove indicato.
1. Should You Return – 4:06
2. The Grey Man – 4:15
3. Chin Up – 3:19
4. Good Morning Fire Eater – 4:08
5. To Be Happy Now – 3:12
6. The Day I Lost My Voice (The Suitcase Song) – 4:40
7. On the Safest Ledge – 4:19
8. Not Allowed – 3:05
9. Strange and Unprepared – 2:50
10. What Do I Know? – 3:43
11. Not So Tough Found Out – 10:29

Tracce bonus nell'edizione LP
1. What Cannot Be Found (Part 1) – 2:07
2. Every Silence – 4:02
3. You Are My Sunshine – 3:18 (Jimmie Davis, Charles Mitchell)

DVD nell'edizione speciale
1. The Making of "You Are My Sunshine" – 41:39
2. Filmtrack: The Grey Man – 4:10
3. Filmtrack: Good Morning Fire Eater – 4:09
4. Filmtrack: Should You Return – 4:09
5. Filmtrack: Every Silence – 4:03
6. Filmtrack: Not Allowed – 3:01
7. Filmtrack: Chin Up – 3:19
8. Filmtrack: Strange and Unprepared – 2:50
9. Filmtrack: On the Safest Ledge – 4:17
10. Filmtrack: To Be Happy Now – 3:12
11. Filmtrack: What Cannot Be Found (Part 1) – 2:24
12. Filmtrack: Not So Tough Found Out – 9:21
13. A Performance from Home – 7:36
14. Photo Gallery – 0:55
15. In the Studio with Copeland – 1:58
16. The Day I Lost My Voice (The Suitcase Song) – 4:44
17. In the Studio with Copeland – 1:11
18. Copeland Discusses... – 1:20
19. Credits – 0:40

## Formazione
Copeland
- Aaron Marsh – voce, chitarra, basso, pianoforte, tastiera, arrangiamenti strumenti a fiato e a corde
- Bryan Laurenson – chitarra
- Jonathan Bucklew – batteria, percussioni

Altri musicisti
- Jacob Kauffmann – fagotto
- Dan Bachelor – clarinetto
- Cakeface – programmazione
- Robert Parker – tromba, flicorno
- Chris Carmichael – viola, violino, violoncello
- Rae Cassidy – voce in Not So Tough Found Out, On the Safest Ledge e The Day I Lost My Voice (The Suitcase Song)

Produzione
- Aaron Marsh – produzione, ingegneria del suono
- Aaron Sprinkle – produzione, ingegneria del suono
- Brandon Ebel – produttore esecutivo
- Michael H. Brauer – missaggio
- Will Hensley – missaggio, ingegneria del suono
- Troy Glessner – mastering
- Ryan Clark – design
- Jeff Carver – fotografia
- Christian Rios – fotografia

## Classifiche
| Classifica (2008)         | Posizione massima |
| ------------------------- | ----------------- |
| Stati Uniti               | 48                |
| Stati Uniti (digital)     | 48                |
| Stati Uniti (alternative) | 11                |
| Stati Uniti (rock)        | 17                |